# Kamal Hanna Bathish
Kamal Hanna Bathish (Nazaré, 6 de dezembro de 1931 – Jerusalém, 23 de junho de 2025) foi um Bispo Auxiliar Emérito do Patriarcado Latino de Jerusalém.

## Biografia
Kamal Hanna Bathish ingressou no Seminário do Patriarcado Latino em Beit Jala em 1943 e foi ordenado sacerdote em 29 de junho de 1955, pelo Patriarca Alberto Gori, OFM, na Igreja Salesiana de Jesus Adolescente, Nazaré.
A partir de julho de 1955, exerceu seu serviço pastoral em sete paróquias do Patriarcado Latino e a partir de julho de 1962, ministério em duas paróquias de Roma durante os estudos de licenciatura. Obteve a Licenciatura em Ciências Sociais em 1964. Ao voltar a Jerusalém, de 20 de agosto de 1964 até 1995, foi assistente na Chancelaria do Patriarcado Latino de Jerusalém, nomeado Membro do Tribunal de Primeira Instância. Em 8 de outubro de 1965, foi nomeado Chanceler da Diocese, e em 29 de junho de 1988, Vigário Geral da Diocese.
Foi nomeado Bispo Titular de Aurusuliana pelo Papa João Paulo II em 29 de abril de 1993 e Bispo Auxiliar no Patriarcado Latino de Jerusalém. Foi ordenado bispo em 3 de julho de 1993, na Basílica do Santo Sepulcro, pelo Patriarca de Jerusalém, Michel Sabbah; os co-consagradores foram Salim Sayegh e Guerino Dominique Picchi.
Como bispo auxiliar do Patriarcado, foi Vigário Geral de Jerusalém. Em 29 de outubro de 1994, Kamal Hanna Bathish foi nomeado Bispo Titular de Ierichus. Em 1995, tornou-se presidente do Comitê de Jerusalém para o Grande Jubileu e membro do Comitê Central para o Grande Jubileu em Roma.
Em 15 de dezembro de 2006, apresentou ao Papa Bento XVI sua renúncia por motivos de idade, a qual foi aceita em 9 de junho de 2007.
Kamal Hanna morreu no dia 23 de junho de 2025, aos 93 anos.